# Người Tamang

Một làng bên núi của người Tamang

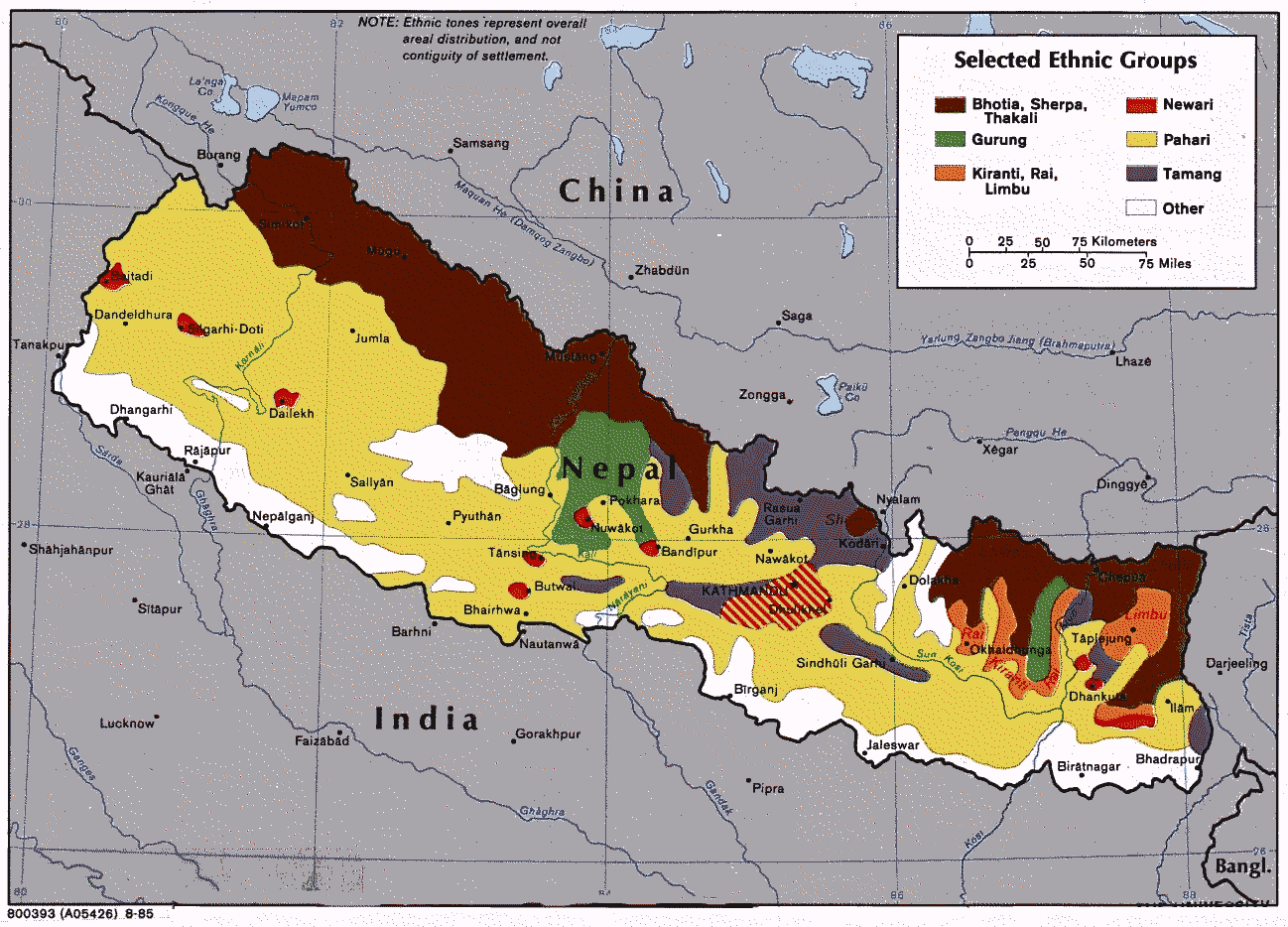
Các dân tộc thiểu số ở Nepal

Người Tamang là một dân tộc thiểu số ở Nepal. Họ nói tiếng Tamang (gốc Tây Tạng - Miến Điện). Tamang, tiếng Tạng là Tamag, nghĩa là chiến binh cưỡi ngựa. Họ nguyên là những lính canh gác biên giới gốc Tây Tạng do vua Tây Tạng "Trisong" sai đi vào khoảng năm 755. Người Tamang là những hướng dẫn viên leo núi và đi bộ xa giỏi. Trước đây nhiều người Tamang được tuyển mộ vào trung đoàn Gurkha khi người Anh cai trị Ấn Độ.
Theo cuộc điều tra dân số năm 2001 thì dân tộc Tamang có 1.282.304 người sinh sống chủ yếu ở miền bắc và miền đông Nepal, chiếm 5,6% tổng số dân nước này, hơi nhiều hơn dân tộc Newar một chút. Cũng theo cuộc điều tra dân số kể trên thì 90,26% người Tamang theo đạo Phật - thuộc hệ Phật giáo Tây Tạng pha lẫn với các yếu tố của đạo Bön (một tôn giáo cổ ở Tây Tạng trước khi Phật giáo du nhập vào đây) - và 7,69% theo đạo Hindu. Tuy nhiên, do quan hệ gần gũi với người Newar, nên cách hành đạo của người Phật giáo Tamang có chút ít ảnh hưởng của đạo Hindu. Các giáo sĩ của họ là Lama, Bombo và Tamba.
Bài hát và điệu múa dân tộc của người Tamang là "tamang selo", trong đó họ hát và nhảy theo tiếng trống gọi là "damphu", trống truyền thống của dân tộc. Nhiều thị tộc Tamang không cho phép người dân tộc mình kết hôn với các dân tộc khác, mặc dù có vài thị tộc cho phép kết hôn với người Gurung, Magar, Newar và Chhettri. Người Tamang theo chế độ phụ hệ.